# لاکهید ای-۱۲
لاکهید اِی-۱۲ (انگلیسی: Lockheed A-12) یک هواپیمای شناسایی به سفارش سازمان اطلاعات مرکزی آمریکا (سیا) توسط اسکانک ورکز لاکهید و بر اساس طرح کلارنس جانسون ساخته شده‌است. اِی-۱۲ از ۱۹۶۲ تا ۱۹۶۴ میلادی در حال تولید و از ۱۹۶۳ تا ۱۹۶۸ میلادی در حال سرویس دهی بود. گونه‌های دیگر این هواپیما، نمونه رهگیر «وای اف-۱۲» نیروی هوایی ایالات متحده آمریکا و دارای ۲ صندلی، نمونه «ام-۲۱دِرُن» هواپیمای پرتاب شونده که با سیستم کنترل از راه دور هدایت و به وسیلهٔ یک هواپیما حمل و پس از رسیدن به ارتفاع مشخص از حمل‌کننده جدا شده، و در آخر نمونه مشهور اس آر-۷۱ بلک برد که مختص عملیات شناسایی بود. آخرین مأموریت اِی-۱۲ در ماه مه ۱۹۶۸ انجام شد و در ژوئن همان سال بازنشسته و پروژه این هواپیما نیز بکلی تعطیل شد. در طول فعالیت برنامه اُکس کارت، دولت ایالات متحده، سازمان‌ها و مقامات رسماً در این پروژه و خصوصاً برنامه هواپیمای شناسایی اِی-۱۲ مشارکت داشتند.

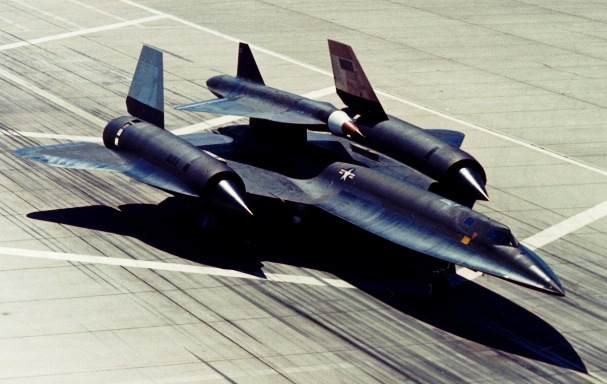
ام-۲۱ دِرُن سوار بر اس آر-۷۱ بلک برد

## نام‌گذاری و تاریخچه
نام این هواپیما اِی-۱۲ به دلیل دوازدهمین تلاش از یک سری طراحی با اشاره به برنامه ارچانگل، نام کد داخلی هواپیما، انتخاب شده و در طرح اُکس کارت سازمان سیا در برابر برنامه شرکت رقیب به نام «کانویر کینگ فیش» مربوط به سال ۱۹۵۹ به دلایل مختلف انتخاب شد. مشخصات اِی-۱۲ تا حدودی بهتر از «کینگ فیش» بود و هزینه‌های پیش‌بینی شده به‌طور قابل توجهی کمتر بود. طراحی «کانویر» دارای سطح مقطع راداری کوچکتری بود به همین دلیل در ابتدا مورد توجه نمایندگان سازمان سیا قرار گرفت و کانویر قاطعانه پی گیر طرح خود بود. پیشرفت کانویر در برنامه هواپیمای بی-۵۸ هاسلر با تأخیر زیاد و افزایش بالای هزینه روبرو بود در حالی که لاکهید هواپیمای شناسایی یو-۲ را طبق زمان و بودجه تعیین شده بر اساس قرارداد، تولید کرده بود. علاوه بر این لاکهید دارای تجربه در زمینه هواپیمای شناسایی و مجری برنامه بلاک بود.

## تاریخچه کاربری

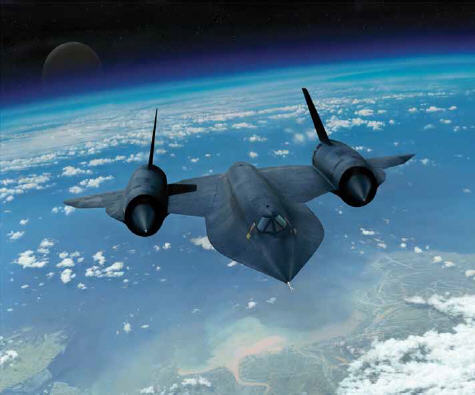
لاکهید اِی-۱۲

هر چند در ابتدا یو-۲ها بر فراز اتحاد جماهیرشوروی و کوبا پروازهای موفقی انجام داد، مأموریت اِی-۱۲ها نیز در همین راستا بود. پس از سقوط یک فروند یو-۲ بر فراز اتحاد جماهیرشوروی در سال ۱۹۶۰ میلادی، این نوع مأموریت جز در موارد ضروری، بسیار خطرناک تلقی شد و عبور از مرزهای هوائی بعلت وجود نظارت ماهواره‌ای دیگر لازم بنظر نمی‌رسید ضمن اینکه خدمه آموزش دیده برای پرواز بر فراز کوبا با یو-۲اس به تعداد کافی آماده مأموریت بودند. مدیر سازمان سیا تصمیم به استقرار برخی از هواپیماهای اِی-۲اس به آسیا گرفت و در ۲۲ مه سال ۱۹۶۷میلادی اولین اِی-۲ وارد پایگاه هوایی کادنا در اُکیناوا ژاپن شد. با ورود دو هواپیمای دیگر در ۲۴ و ۲۷ ماه مه، واحد تجسس هوایی در ۳۰ مه ۱۹۶۷ میلادی آماده مأموریت شد و در ۳۱ مه بهره‌برداری از واحد «سپر سیاه» آغاز شد. مل وُجوودیچ اولین مأموریت پروازی واحد «سپر سیاه»، بر فراز ویتنام شمالی را انجام داد و عکسبرداری از پایگاه موشک‌های سطح به هوا (SAM) را از ارتفاع ۲۴٬۰۰۰ متری و در سرعت ماخ ۳٫۱ با موفقیت به پایان رسانید. در ۱۹۶۷ میلادی هواپیماهای اِی-۲اس، ۲۲ سورتی پرواز از پایگاه هوایی کادنا، در حمایت از جنگجویان جنگ ویتنام انجام دادند. سپس در سال ۱۹۶۸ میلادی، سپر سیاه مأموریت پروازی متعددی در ویتنام و همچین در کره شمالی در طول بحران پوئبلو انجام داد.